# SG Wattenscheid 09
Sportgemeinschaft Wattenscheid 09 är en fotbollsklubb från stadsdelen Wattenscheid i Bochum, klubben grundades 1909.
SG Wattenscheid 09 spelade i 2. Bundesliga 1974-1990 och 1990-1994 i Bundesliga. 

## Kända spelare
- Halil Altintop
- Hamit Altintop
- Yildiray Bastürk
- Thorsten Fink
- Michael Skibbe
- Leroy Sané